# مارک آر. هیوز
مارک آر. هیوز، (به انگلیسی: Mark R. Hughes) او یک کارآفرین آمریکایی بود، که در سال ۱۹۸۰ شرکت هربالایف را تأسیس کرد و تا زمان درگذشتش در سال ۲۰۰۰ به‌عنوان مدیر عامل و رئیس هیئت مدیره این شرکت فعالیت می‌کرد.

## مرگ
در ۲۱ مه ۲۰۰۰، مقالات گفتند که مارک هیوز پس از مخلوط الکل با داروهای ضد افسردگی در اثر مصرف بیش از حد درگذشت. همچنین نتایج کالبد شکافی نهایی نشان داد که هیوز ۴۴ ساله ترکیبی سمی از الکل و داکسپین که یک داروی ضد افسردگی را که برای کمک به خوابیدن به او داده بود مصرف کرده‌است. میزان الکل خون وی ۰٫۲۱ اندازه‌گیری شد.